# جووانونا شاسی‌بلند
جووانونا شاسی‌بلند (انگلیسی: Giovannona Long-Thigh) با نام اصلی جووانونا کوشالونگا با آبرو بی‌آبرو شد (ایتالیایی: Giovannona Coscialunga disonorata con onore) یک کمدی سکسی سبک ایتالیایی به کارگردانی سرجو مارتینو است که در سال ۱۹۷۳ منتشر شد.

## بازیگران
- ادویژ فنش
- پیپو فرانکو
- ویتوریو کاپریولی
- جیجی بالیستا
- ریکاردو گارونه
- فرانچسکا رومانا کولوتسی
- وینچنتسو کروچیتی
- نلو پاتزافینی
- جینو پانیانی
- ماریا تدسکی
- آدریانا فاکتی
- ویرا درودی
- پاتریتسیا آدیوتوری